# Flange de vácuo

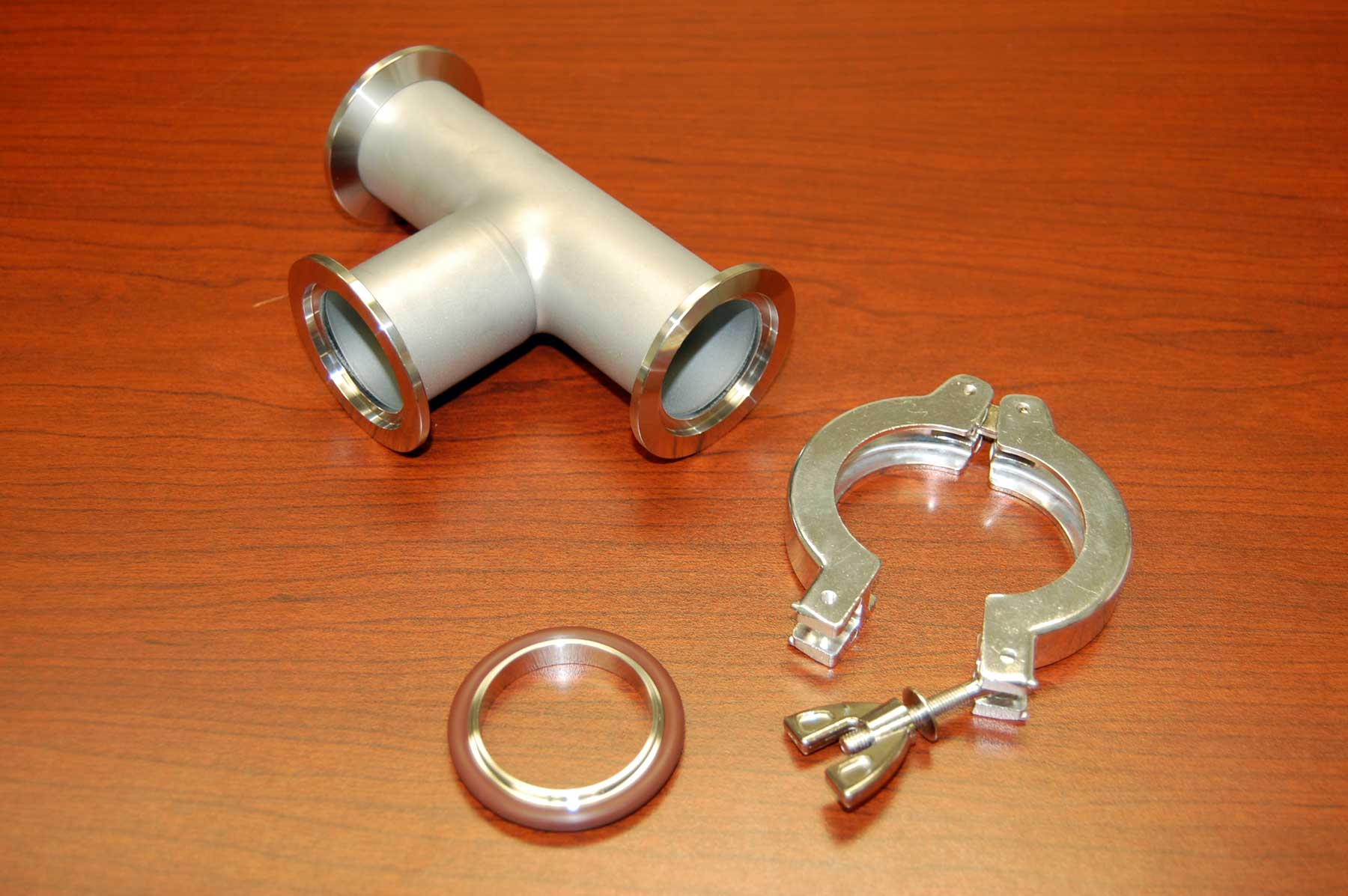
Um tê KF-25, uma junta tórica (o-ring), e braçadeira.

Um flange de vácuo é um flange no fim de um tubo usado para conectar câmaras de vácuo, tubulações e bombas de vácuo umas as outras.
Em sistemas que requerem alto vácuo, os flanges de vácuo são indispensáveis, como em microscópios eletrônicos ou em equipamentos de espectroscopia de emissão.

## Juntas de vácuo
Para obter um selamento ao vácuo, uma junta é requerida. Uma junta tórica (um anel no jargão do ramo chamado o-ring) de elastômero pode ser feita de borracha Buna, do fluoropolímero viton, borracha de silicone ou teflon. Juntas tóricas podem ser colocadas em um sulco ou podem ser usadas em combinação com um anel de centragem ou como uma junta "capturada" que é mantida no lugar por anéis metálicos separados. Juntas de metal são usados em sistemas de vácuo ultra-alto, onde a degaseificação do elastômero pode ser uma carga de gás significativa. Uma junta em anel de cobre é usada com as superfícies de contato do flanges. Juntas de arame metálico feitas de cobre, ouro ou índio podem ser usadas.

## Passagem direta de vácuo
Uma passagem direta de vácuo é um estanqueamento para vácuo de operação e conexão elétrica, física ou mecânica à câmara de vácuo.